# Danger immédiat pour la vie ou la santé
Danger immédiat pour la vie ou la santé, connu sous le sigle DIVS, est une valeur représentant la concentration maximale d'un produit présent dans un milieu et duquel un individu peut s'échapper dans un délai de 30 minutes, sans présenter de symptômes pouvant l'empêcher de fuir et sans produire des effets irréversibles sur sa santé. Cette concentration a été définie dans le but de sélectionner un appareil de protection respiratoire approprié.
Cette désignation provient de l'organisme NIOSH, National Institute for Occupational Safety and Health, l'acronyme anglais est IDLH.